# Listen!!
「Listen!!」（リッスン）は、放課後ティータイムの通算5枚目のシングル。2010年4月28日にポニーキャニオンから発売された。

## 概要
TBS系列で放送のテレビアニメ『けいおん!!』（アニメ第2期）の前期エンディングテーマ。前期オープニングテーマの「GO! GO! MANIAC」と同時発売された。
「放課後ティータイム」とは、『けいおん!』に登場する平沢唯、秋山澪、田井中律、琴吹紬、中野梓のキャラクター5人によるバンドユニット。歌っているのは、各キャラクターの声を演じる豊崎愛生、日笠陽子、佐藤聡美、寿美菜子、竹達彩奈の5人の声優。「Listen!!」では、日笠陽子（秋山澪役）がメインヴォーカル、他の4人がコーラスをそれぞれ担当した。
ジャケットイラストの異なる初回限定盤と通常盤の2パターンをリリース。初回盤（PCCG-70073）はピクチャーレーベル仕様の着せ替えジャケットになっている。
楽曲は日笠の一生懸命さのあるボーカルに、ノスタルジックなグループサウンズ調のメロディを現代のテクニックで磨かれた印象を持った形となっている。

## 販売・評価など
- 2010年4月27日付のオリコン・シングルデイリーチャートにて初登場2位を獲得し、オープニングテーマの「GO! GO! MANIAC」も同日初登場1位を獲得[9]。2010年5月10日付オリコン・週間シングルチャートでは初登場第2位を獲得。
  - 初動売上はアニメ第1期のエンディングテーマ「Don't say "lazy"」を上回り、「GO! GO! MANIAC」に次ぐ歴代第2位の初動売上を記録。声優のシングルCDとしては歴代第4位となった。
  - オープニングテーマの「GO! GO! MANIAC」もオリコン・週間シングルチャートで初登場第1位となり、アニメのキャラクター名義のシングルCDとしてはオリコン史上初の1位・2位独占となった。これは女性グループとしても史上初。女性歌手全体としては、松田聖子が1983年に「瞳はダイアモンド／蒼いフォトグラフ」「ガラスの林檎／SWEET MEMORIES」で記録して以来、26年6か月ぶりの記録となり、また史上3例目となった。
  - [10][11][12]
- 音楽配信チャートでも、配信開始直後からiTunes Store、moraでは上位にランクインし、レコチョク2010年5月7日付着うたフル週間チャートでは6位となり[13]、日本レコード協会の音楽配信集計チャート（レコ協チャート（「着うたフル」））では、週間9位を獲得した（2010年4月28日 - 5月4日集計）[14]。
- 日本レコード協会よりOPと同時に2010年4月度ゴールド認定作品[15]と発表された。

## 収録曲
1. Listen!! [3:47]
作詞：大森祥子、作曲：前澤寛之、編曲：小森茂生
テレビアニメ『けいおん!!』前期エンディングテーマ
2. Our MAGIC [4:12]
作詞：大森祥子、作曲：田村信二 編曲：小森茂生
3. Listen!!（instrumental）
ＢＳＳ山陰放送ラジオ「森谷佳奈のはきださNIGHT!」オープニングテーマ曲
4. Our MAGIC（instrumental）

## 収録アルバム
| 曲名      | 収録アルバム                  | 発売日        | 備考                                 |
| --------- | ----------------------------- | ------------- | ------------------------------------ |
| Listen!!  | 『K-ON! MUSIC HISTORY'S BOX』 | 2013年3月20日 | CD-BOX、ディスク1『OP & EDシングル』 |
| Our MAGIC | 『K-ON! MUSIC HISTORY'S BOX』 | 2013年3月20日 | CD-BOX、ディスク1『OP & EDシングル』 |

## カバー
- Afterglow［美竹蘭（佐倉綾音）］ - ゲーム『バンドリ! ガールズバンドパーティ!』に収録（2022年1月31日追加[16]）。